# Amami ō-shima
Pour les articles homonymes, voir Amami et Ōshima.
Amami ō-shima (奄美大島, Amami ōshima, littéralement « Grande île Amami ») est l'île principale des îles Amami dans l'archipel Nansei. Elle se situe en mer de Chine orientale. On y parle les langues amami du Nord et amami du Sud, qui font partie des langues ryūkyū.

## Géographie

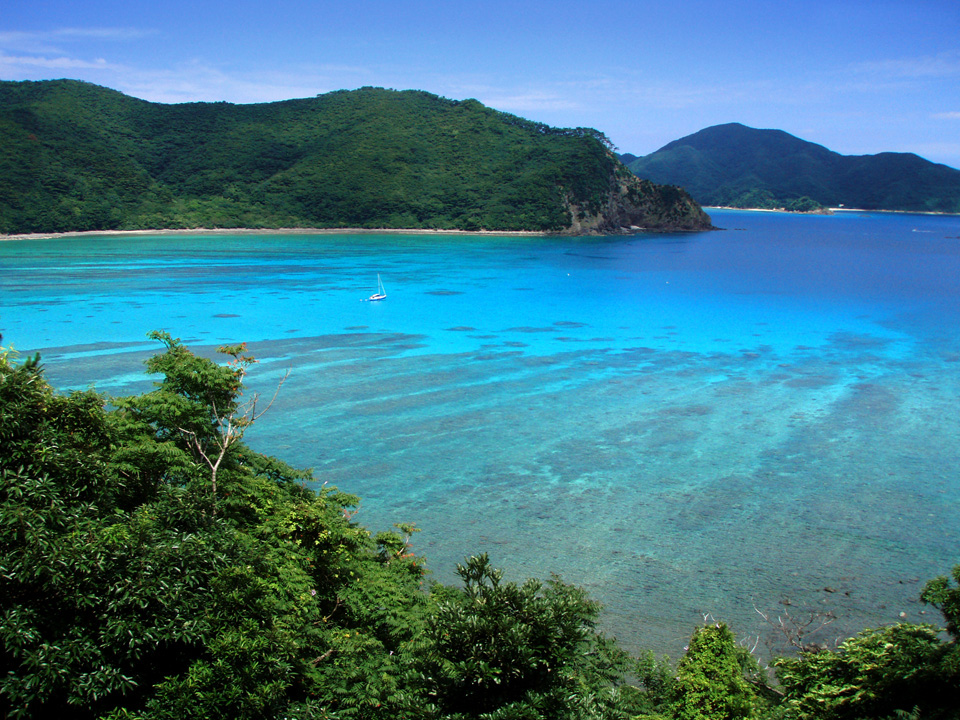
Vue de la baie Katetsu depuis le cap Manen.

Comme les autres îles Amami, Amami ō-shima fait partie de la préfecture de Kagoshima, dans la région japonaise de Kyūshū. Elle se trouve au nord des îles Amami.
Sa superficie est de 712,35 km2. La ville principale était alors Naze, au nord-ouest de l'île.
Elle est constituée à 95 % de forêts. Le climat est tropical (environ 30 à 31 °C en moyenne l'été).
Pour l'atteindre en ferry depuis Kagoshima, il faut environ onze heures. Amami ō-shima possède un aéroport (code AITA : ASJ).

## Histoire
Amami ō-shima appartenait au royaume de Ryūkyū jusqu'en 1624. Elle a alors été annexée par le daimyo de Satsuma. Par la suite, en 1879, cette île a été pleinement intégrée à l'État japonais.
L'île fut le 22 décembre 2001 le théâtre d'un combat opposant le Japon à la Corée du Nord, la toute première bataille navale impliquant directement les forces militaires japonaises. Celle-ci verra la victoire des Japonais.
Avec l'île Tokuno, la partie nord de l'île d'Okinawa et l'île d'Iriomote, l'île Amami est inscrite sur la liste du patrimoine mondial de l'UNESCO le 26 juillet 2021.

## Population et administration
Cette île est peuplée d'environ 52 000 habitants, répartis entre la ville d'Amami (46 000 habitants en 2010) et les bourgs et villages suivants du district d'Ōshima : Tatsugō, Yamato, Uken et une partie de Setouchi.

## Culture locale et patrimoine
Amami ō-shima est moins fréquentée par les touristes qu'Okinawa, plus au sud.
Elle est connue pour son lapin noir mais aussi pour son shōchū.
En 1859, Saigō Takamori (acteur de la révolte Satsuma) y a séjourné pendant presque deux années ; et l'on peut visiter sa maison et voir ses effigies ; accès facile se situant entre l'aéroport et Naze.
Le chanteur Kōsuke Atari (en), auteur de plusieurs albums, est originaire de cette île. Son style de chant combine à la fois la technique traditionnelle d'Amami ō-shima et la technique occidentale.
La chanteuse Chitose Hajime, également originaire de cette île, chante dans le style vocal traditionnel de cette région.

## Faune et flore
On peut y rencontrer Pentalagus furnessi (le lapin des îles Amami ou lapin des Ryukyu). 